# ヒルダース
ヒルダース（ドイツ語: Hilders）は、ドイツ連邦共和国ヘッセン州カッセル行政管区のフルダ郡に属す町村である（以下、本項では便宜上「町」と記述する）。

## 地理
この町は、ヘッセン・レーン自然公園内、ヴァッサークッペ北東ウルスタータールの高度 460 m から 800 m、フルダの東 30 km に位置している。町の東部はテューリンゲン州の町に接している。

### 隣接する市町村
ヒルダースは、北はタン（フルダ郡）、東はカルテンノルトハイム、オーバーヴァイト、フランケンハイム/レーンおよびビルクス（いずれもテューリンゲン州シュマルカルデン＝マイニンゲン郡）、南はエーレンベルクおよびポッペンハウゼン、西はホーフビーバー（以上3町村はフルダ郡）と境を接する。

### 自治体の構成
この町は主邑のヒルダースの他、以下の地区で構成されている: バッテン（フィンドロスを含む）、ブラント、ディートゲス、デルムバッハ（ハルバッハを含む）、エックヴァイスバッハ、リープハルツ（シュタインバッハを含む）、オーバーベルンハルツ、ルプスロート、ジンマースハウゼン、ウンターベルンハルツ、ヴィッカース。

## 歴史

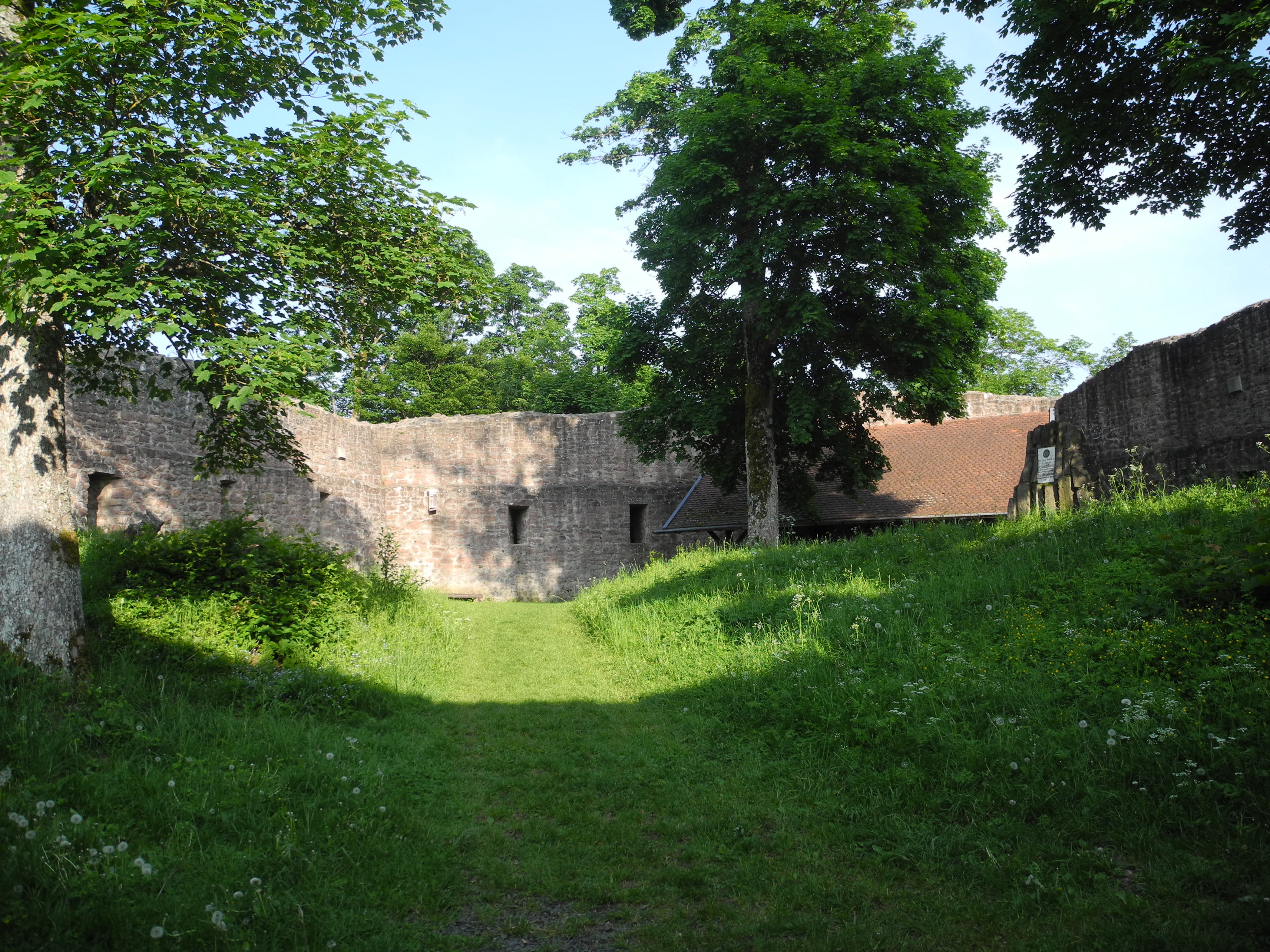
アウアースブルク城趾

915年、ヒルダース (Hiltiriches) 周辺地域はフルダ修道院に属していた。1090年から1150年頃 Hilderiches はフルダ近郊のペータースベルク修道院の所有となった。アウアースブルク（城砦）は1214年にナイトハルツハウゼン伯によってフルダ修道院に売却された。その後ヒルダースはヴュルツブルク司教領の所有となり、1350年にフォン・デア・タン家に質入れされた。
当初アウアースブルクは、関連するヴュルツブルクの集落、ブラウエルツ、ヒルダース、ラールバッハ、ロイルバッハ、ロンメルスライン、ザンデンホーフ、ジンマースハウゼン、シュトルトホーフ、ヴィッカースを含む後のヴュルツブルクの行政区画ツェントアムト・ヒルダースの役所所在地であった。このツェント裁判所には、この他にフルダの集落であるバッテン、フィンドロス、ザイフェルツ、タイデン、テューリンゲン＝タン＝シェンケンの集落であるボッペンロート、ブラント、メルバース、ヴュステンザクセン、シュタインリュックの集落であるロイルバッハ、ウムブラシュタインおよびアウアー、シュヴァムバッハ集落が属していた。アウアースブルクがドイツ農民戦争で破壊された後、ヒルダースが役所の所在地となった。
これによりこの村と役所は大司教領の辺縁に位置することとなった: 北は帝国直轄・福音主義のタン家、やや南には帝国直轄・福音主義のゲルスフェルト家、西はフルダ修道院の所有地であった。
1500年からフランケン帝国クライスに属していたヴュルツブルク司教領は、1803年に帝国代表者会議主要決議に基づき世俗化され、大部分がバイエルン選帝侯領に属すこととなった。バイエルンのレントアムト・ヒルダースは1818年から1820年までの間にアムト・ヒルダースとアムト・モッテンが統合されて成立した。1862年の行政改革に伴い、バイエルン王国では、ヒルダース地方裁判管区とヴァイアース地方裁判管区からベツィルクスアムト・ゲルスフェルトが形成された。
1866年の普墺戦争の結果バイエルンはアムト・タン、アムト・ヒルダース、アムト・ヴァイアースを含むベツィルクスアムト・ゲルスフェルトをプロイセン王国に割譲した。バイエルンのベツィルクスアムト・ゲルスフェルトは、プロイセンで新たに設立されたヘッセン＝ナッサウ州の一部のゲルスフェルト郡となった。
ゲルスフェルト郡は1932年に廃止され、隣接するフルダ郡に統合され、1945年からヘッセン州に属している。

### 町村合併
ヘッセン州の地域再編に伴い、1971年12月31日にそれまで独立した町村であったバッテン、ブラント、ディートゲス、エックヴァイスバッハ、リープハルツ、ルプスロート、ジンマースハウゼン、ヴィッカースおよび旧デルムバッハ・アン・デア・ミルゼブルクの主要部分がヒルダースに合併した。1972年8月1日に州法の発効によりそれまでヒュンフェルト郡に属していたウンターベルンハルツがこれに加わった。

## 行政

### 議会
ヒルダースの町議会は 23議席からなる。

### 紋章
図柄: 赤地に3本の短い銀の三角図形（フランキシャー・レーヒェン）、下部には黒い古風な大文字で「H」の文字が書かれている。
解説: この集落は1342年に完全にヴュルツブルク司教領となったが、それ以前からこの土地を有していた。司教はヒルダースを中心とする行政区画を設け、ツェント裁判所を設置した。中世後期から堅固な防衛施設を有し、1798年に司教ゲオルク・カール・フォン・フェッヒェンバッハから市場開催権を授けられた。16世紀まで何度も貴族家に質入れされたことで、世襲領の従属関係で成り立っていたこの集落の自治体制度への移行が遅れた。17世紀以前の古い印章や紋章は見つかっていない。その後の印章に由来する現在の紋章は、赤地に銀の三角図形がヴュルツブルク司教領の紋章と同じである。地名のイニシャルがこの町特有の徴である。

### 姉妹自治体
- シュヴァルンゲン（ドイツ語版、英語版）（ドイツ、テューリンゲン州）
- カハテム（ベルギー、ウェスト＝フランデレン州イゼゲム（フランス語版、英語版）の市区）

## 文化と見所

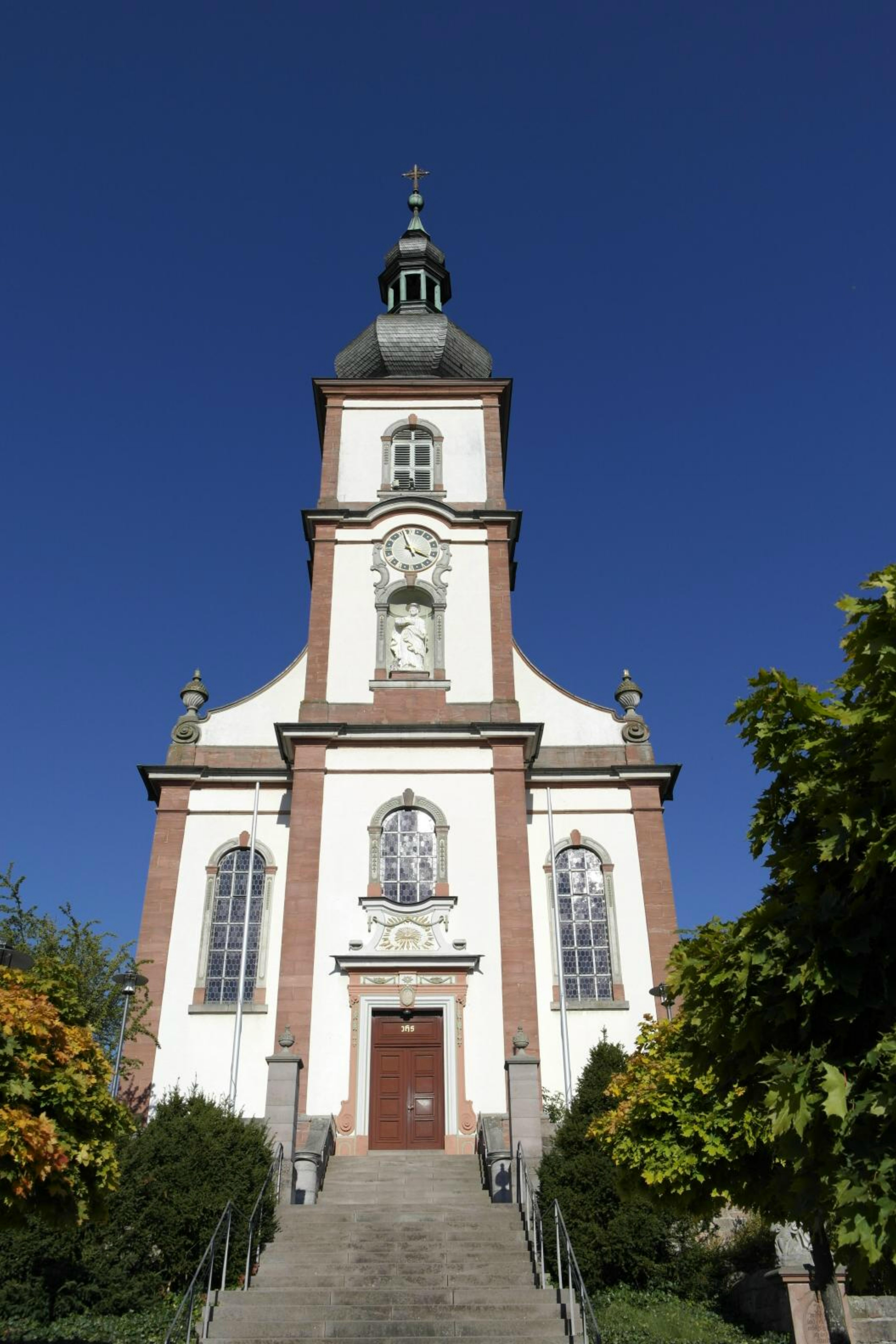
ヒルダースのカトリック教区教会聖バルトロメウス教会

### 建築
- 福音主義教会、1895年 - 96年建造、1961年拡張
- カトリックの教区教会聖バルトロメウス教会、18世紀初め
- アウアースブルク城跡
- 17世紀以降の木組み建築群
- ブラント地区近郊タネンフェルスのエーバーシュタイン城趾

### 公園
ヒルダースは、面積約 1849 km2 のレーン生物圏保護区（このうち約 636 km2 がヘッセン州）内に位置している。

## 経済と社会資本

### 観光業
主邑のヒルダース地区は州認定のルフトクアオルト（空気の清浄な保養地）である。バッテン＝フィンドロス地区とジンマースハウゼン地区は州認定の保養地である。
遊歩道や水泳施設（レジャープール・ウルスターヴェレ）の他、2003年に町を貫くミルゼブルク自転車道が整備された。この自転車道は1986年に敗戦となったレーン鉄道フルダ - ヒルダース線の軌道を利用している。冬季には、ロイペや、ヴァッサークッペ近くのアルペンスキー用スキー場が設けられる。

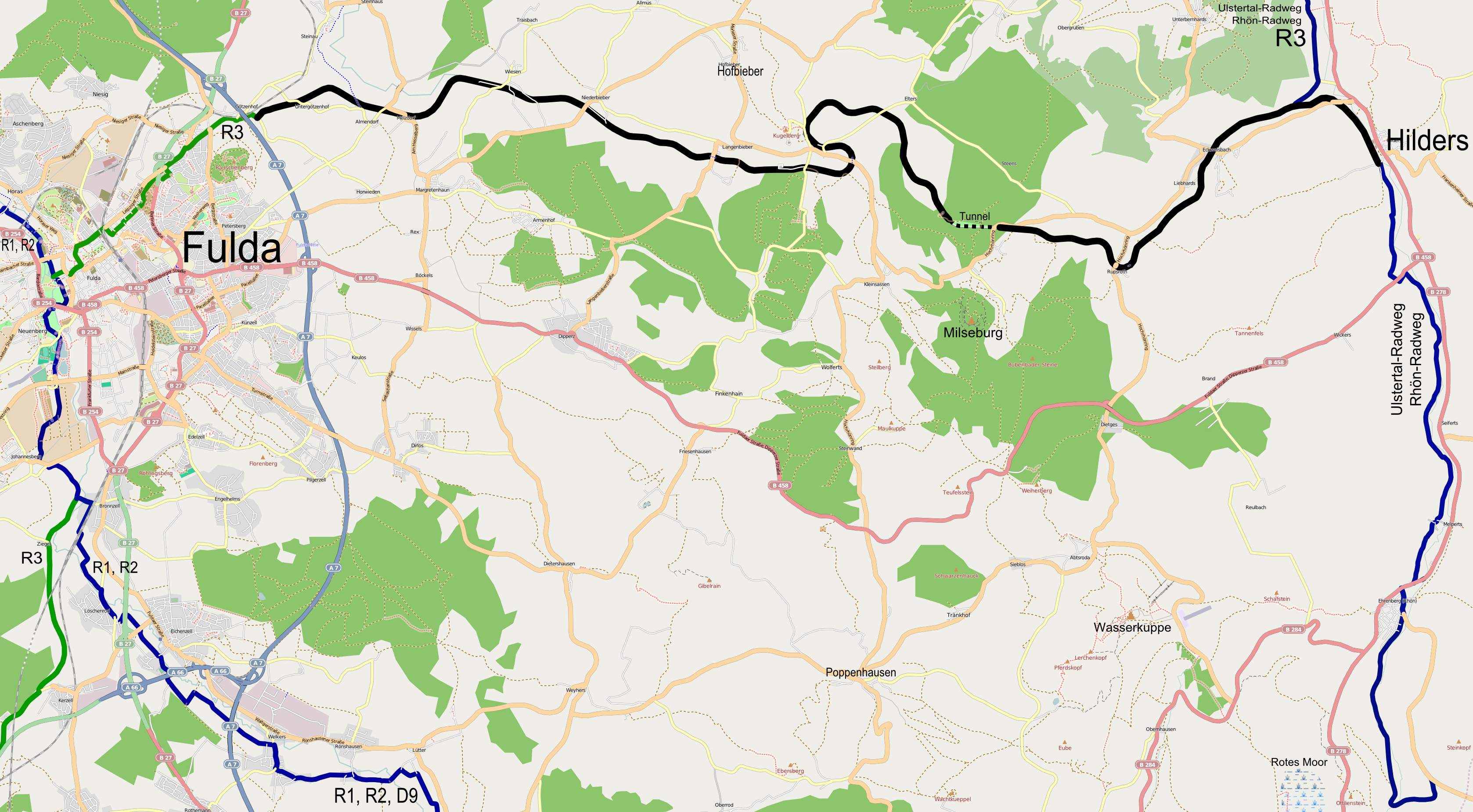
ミルゼブルク自転車道ルート図

フランケンハイム/レーン（テューリンゲン州）へ向かう道路沿いの町の高台に2012年に閉鎖された旧ユースホステルがある。町内には様々な旅館、ホテル、ペンションがある。半日ツアーで登ることができるブーフシルムベルクがヒルダース近郊にある。

### 自転車道
- ミルゼブルク自転車道が、シュタインバッハ地区、ルプスロート地区、エックヴァイスバッハ地区を通っている。この自転車道は、ヘッセン広域自転車道 R3号線およびバーンラートヴェーク・ヘッセンの一部である。後者は、ビーバータール鉄道/レーン鉄道の軌道を利用してペータースベルク＝ゲッツェンホーフからヘッセン・レーン山地を越えてヒルダースまでの全長 27 km の自転車道である。
- レーン自転車道の一部であるウルスタータール自転車道がヒルダース地区を通っている。この自転車道は、全長 180 km で、バート・ザルツンゲン（ドイツ語版、英語版）からハンメルブルク（ドイツ語版、英語版）に至るもので、レーン山地（ドイツ語版、英語版）が位置するバイエルン州、ヘッセン州、テューリンゲン州の3つの州を通る。

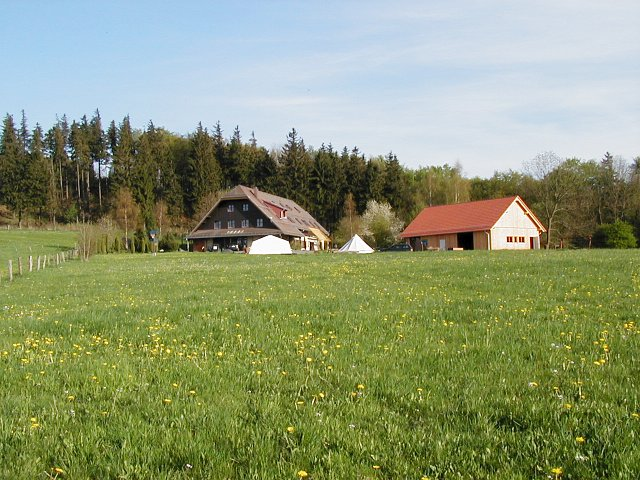
トーマス＝モールス＝ハウスとキャンプ場

### 教育とレジャー
ヒルダースは、ユーゲントヴェルク聖ミヒャエルの青年教育・余暇施設で知られている。1958年にカプチン会司祭アルハンゲルス・レスラインが、バッテンシュタイン近郊のブーフシルムにフルダ司教区の青年キリスト教徒のための青年キャンプ地を初めて設けた。この施設はフルダ司教区のカトリック青年団 (KjG) によって運営され、1979年からはトーマス＝モルス・キャンプ場となっている。
ヒルダース住民の故郷の山であるブーフシルムには、カトリック青年団の守護聖人でイギリスの大法官トマス・モアにちなんで名付けられたトーマス＝モールス＝ハウスがある。1980年に完成したこの地域最大級のキャンプ場である広さ 17,000 m2 のキャンプ場がある。1985年に青年交流センターとしてトーマス＝モルス＝ハウスが当時のフルダ司教ヨハネス・ディーバによって開設された。この施設は2004年に抜本的に近代化された。
そのすぐ隣にあるペーター＝レスライン＝ヒュッテは自給のヒュッテである: ここには広さ 8,000 m2 のテントを張るためのスペースがある。この施設は1977年に聖ミヒャエル青年団が獲得し、1978年からレジャー施設として利用されている。何度も近代化がなされたヒュッテは4月から10月まで利用可能である。

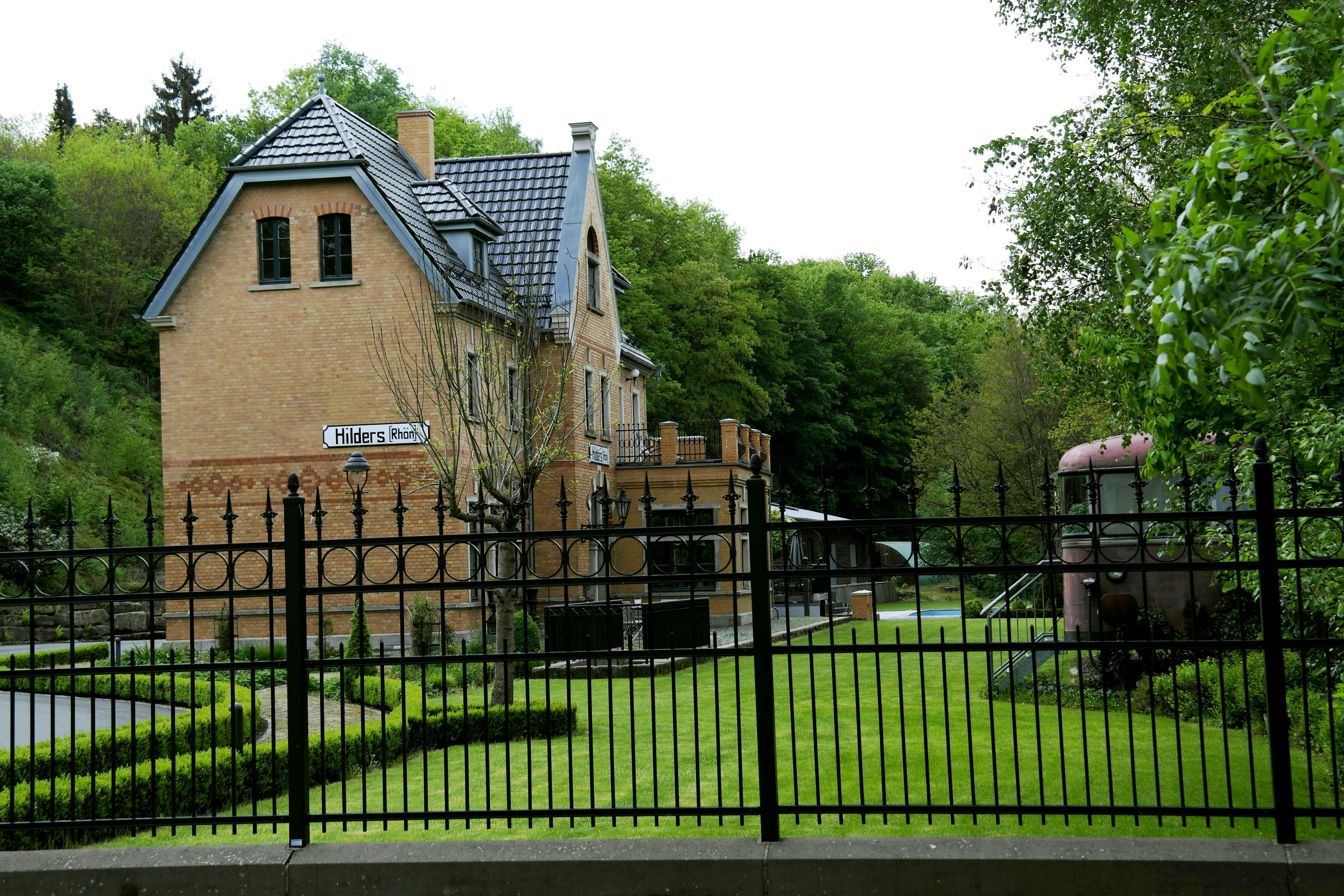
旧ヒルダース駅（現在は個人所有）

### 交通
ヒルダースは、かつて鉄道ギュッツェンホーフ - ヴュステンザクセン線沿いにあり、1889年から1986年に廃止されるまで駅を有していた。この鉄道路線の一部は、その後、軌道の路盤を利用したミルゼブルク自転車道となっている。